# Schnapp (Hovel)
Schnapp ist eine Ortschaft innerhalb des Wittmunder Stadtteils Hovel. In alten statistisch-geographischen Verzeichnissen wird sie sowohl als „Dorf“ als auch als „Wohnplatz“ bezeichnet.

## Lage
Schnapp liegt anderthalb Kilometer südwestlich von Hovel an der Hoveler Straße (K 27) zwischen dem Hoveler Wohnplatz Farlage und der Ardorfer Ortschaft Borgholt. Am Schnapper Weg befindet sich eine Haltestelle der Buslinie 341, die Schnapp über Hovel und Leerhafe mit dem Wittmunder Zentrum sowie über Rispel und Reepsholt mit Friedeburg verbindet.
Östlich von Schnapp beginnt auch der Wasserlauf Schnapper Leide; er mündet in das Südertief, einem der Quellflüsse der Harle.

## Name
Der Ortsnamenforscher Arend Remmers vermutet, dass es sich bei Schnapp um die Bezeichnung einer abgelegenen Siedlung handelt. Er beruft sich dabei auf das westfälische „snap“ für „Zipfel“ und das neuhochdeutsche „Schnappe“, was so viel wie „äußerster Rand“ oder „äußerste Ecke“ bedeutet. Auch das mittelhochdeutsche „snabbe“ für „Schnabel“ käme als Erklärung des Ortsnamens in Betracht.

## Geschichte

Schnapp auf einer Ostfrieslandkarte von 1782 (Neben dem „I“ des Amtsnamens „Frideburg“!)

Schnapp wurde – soweit bekannt – 1602 erstmalig als Ort „zur Schnappe“ schriftlich erwähnt. Seit 1823 wird der Ortsname in heutiger Schreibweise amtlich geführt.
Nach 1590 avancierte Jürgen Barlage (Berlage?), Sohn des rheinländischen Glaubensflüchtlings Harmen Barlage, zum Drost der Herrlichkeit von In- und Kniphausen. Für seine treuen Dienste erhielt er (zu Anfang des 17. Jahrhunderts?) einen Hof in Schnapp.
1769 erhielten die Kinder aus Schnapp, Farlage, Hovel, Mammhusen, Uthörn, und Müggenkrug eine Nebenschule. Das Auricher Konsistorium verband allerdings die Genehmigung mit der Auflage, dass die Schülerinnen und Schüler spätestens mit Erreichen des zehnten Lebensjahres zur Leerhafer Schule zu schicken seien. Der Schulbetrieb währte nicht lange, da die Eltern der Schulkinder die Ausgaben für den Schulmeister nicht aufbringen konnten.
1826 hielten vier Schnapper Kolonisten kleinere Schafherden von 45 bis 77 Tieren, um damit Dünger zu produzieren. Als Weide nutzten sie zum Leidwesen der dortigen Anlieger Moorflächen zwischen Wiesedermeer und Buttforde.
Im März des Jahres 1868 wurde im Bereich der „Post-Expedition in Wittmund“ die „Landbriefbestellung“  eingeführt. Damit stellte der Landbriefträger auch in Schnapp einmal täglich (außer am Sonntag) die Post zu.
Seit 1908 ist Schnapp über eine befestigte Straße mit Leerhafe auf der einen und Borgholt auf der anderen Seite verbunden. Der Straßenbau der ursprünglich 4,578 Kilometer langen Strecke begann 1906. Als Straßenbelag fand Klinkerpflaster Verwendung. Heute ist die Straße eine Teilstrecke der K27 und asphaltiert.

### Entwicklung der Ortschaft
| Jahr | Einordnung   | Häuser       | Einwohner    | Quelle |
| ---- | ------------ | ------------ | ------------ | ------ |
| 1823 | Dorf         | 14           | 58           | [ 8 ]  |
| 1824 | keine Angabe | keine Angabe | 60           | [ 9 ]  |
| 1849 | Dorf         | 14           | keine Angabe | [ 10 ] |
| 1880 | Dorf         | 17           | 76           | [ 11 ] |
| 1894 | keine Angabe | keine Angabe | 75           | [ 12 ] |
| 1908 | Wohnplatz    | 16           | 76           | [ 13 ] |

### Verwaltung
In kommunaler Hinsicht war Schnapp seit alters her mit dem Dorf Hovel verbunden. Im 19. Jahrhundert war es deshalb auch Teil einer Bauerschaft innerhalb des Kirchspiels Leerhafe, die aus Hovel, Rispel und Leerhafe bestand und die sich im weiteren Verlauf des Jahrhunderts zu einer „Sammtgemeinde“ entwickelte, in der jede der drei Dörfer über eine gewisse politische Eigenständigkeit verfügte. Kommunalpolitische Differenzen führten dazu, dass 1901 Hovel sich mit Schnapp und seinen anderen Ortsteilen und Wohnplätzen aus der Samtgemeinde herauslöste und unter dem Namen „Gemeinde Hovel“ die Selbständigkeit erhielt. Das Leerhafer Standesamt sowie die dortige Armenverwaltung blieben aber weiterhin für Hovel zuständig. Im Zuge der Kommunalreform wurde Hovel – und damit auch Schnapp – am 16. August 1972 Teil der Stadt Wittmund. In kirchlicher Hinsicht gehört Schnapp bis in die Gegenwart zur Leerhafer Cäcilien- und Margarethenkirche.